# Vultur gryphus
Il condor delle Ande (Vultur gryphus Linnaeus, 1758) è un uccello dell'ordine Accipitriformes appartenente alla famiglia dei Catartidi.

## Descrizione

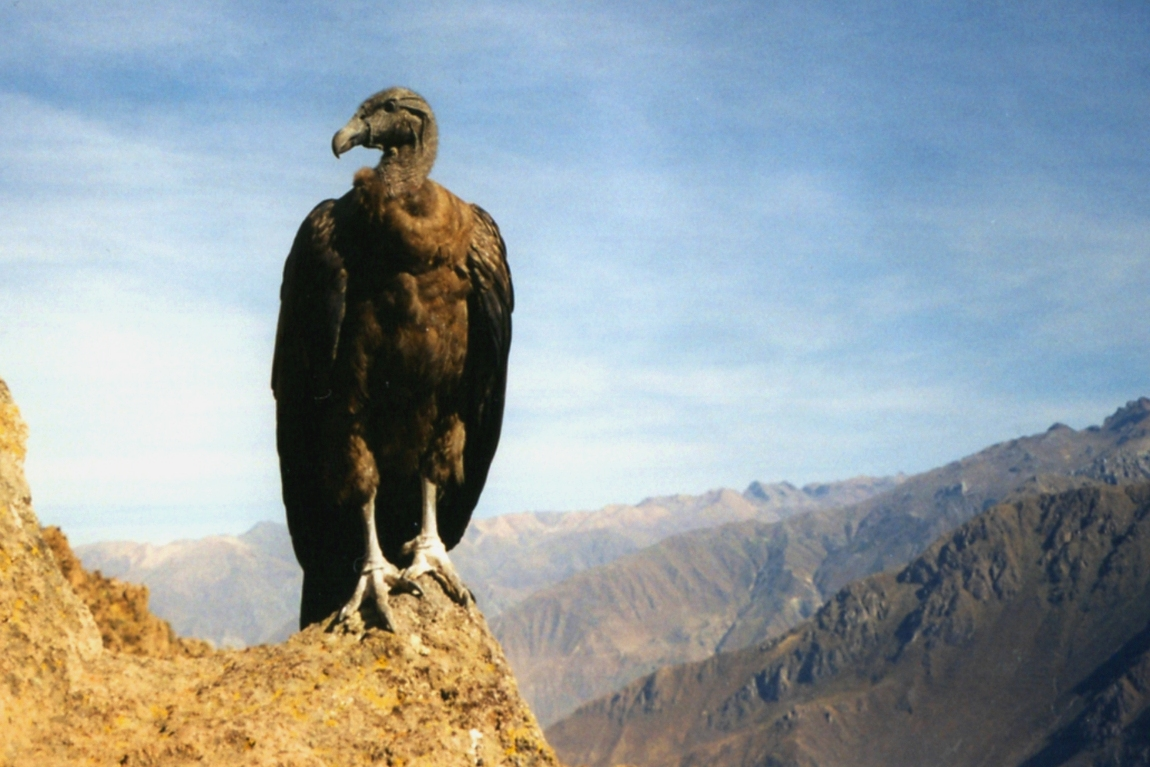
Un giovane condor nel Colca Canyon, in Perù

Questo volatile è lungo fino a 130 cm e con la sua apertura alare di 300-320 centimetri è secondo solo all'albatro, ma rispetto a questo è decisamente più pesante, potendo arrivare a 9–12 kg. È sempre stato cacciato fino quasi all'estinzione perché creduto predatore di mandrie ed animali più o meno domestici. In realtà, poiché necrofago, si nutre principalmente di carcasse, ma all'occorrenza può predare uova e piccoli di altri uccelli.
La colorazione del piumaggio è piuttosto scura, tendente al nero con le remiganti copritrici bianche. La testa è nuda, e nei maschi è presente una grossa cresta carnosa di circa 10 cm di lunghezza e 4,5 cm di spessore. Maschi e femmine differiscono anche per il colore dell'iride che nei primi è bruno pallido e nelle seconde rossastro. Il becco è robusto, in grado di strappare grossi brandelli di carne. Il collo è lungo e nudo; alla sua base è presente un collare piumoso di colore bianco. Le zampe sono grigie. Le unghie non sono molto forti perché non servono ad uccidere prede. La coda è piuttosto corta, di forma quasi rettangolare. I piccoli sono nidicoli, hanno colore uniforme e il collare lanoso è inizialmente bruno, poi si fa rosso e solo a partire dal quarto anno di vita diventa bianco. La cresta si sviluppa dal terzo anno. Complessivamente, il piccolo condor raggiunge lo stato adulto attorno all'ottavo anno d'età.

## Biologia
È caratterizzato da una vista acuta. È un potente volatore che può coprire centinaia di chilometri sfruttando le correnti ascensionali grazie alle quali si abbassa di molto il dispendio energetico necessario per il volo: infatti il suo è un veleggio statico. Riesce a mangiare fino al 50% del suo peso in una sola volta ma è capace anche di digiuni di più settimane.
Il Condor delle Ande nidifica in cavità rocciose, spesso in maniera isolata o in gruppi di 20 esemplari circa. I condor sono prevalentemente spazzini e si nutrono dunque di carogne, come la maggior parte degli altri avvoltoi. Il suo ciclo riproduttivo inizia verso dicembre e solitamente depone un solo uovo, che necessita di due mesi di incubazione. Il piccolo rimane nel nido per 6 mesi almeno ma dipende dai genitori per un certo periodo anche dopo l'involo.

## Distribuzione e habitat
Come suggerisce il nome, questo animale vive in Sudamerica nella zona montagnosa delle Ande, dalla Colombia fino alla Terra del Fuoco.